# Lisbeth Berg-Hansen
Lisbeth Berg-Hansen (Bindal, 14 maart 1963) is een Noors bestuurder en politica. Tussen oktober 2009 en oktober 2013 was zij minister voor Visserij en Kustzaken in het kabinet-Stoltenberg II.

## Biografie
Berg-Hansen werd geboren in Bindal in de provincie Nordland. Ze volgde middelbaar beroepsonderwijs in Bodø en werkte een aantal jaren als tandartsassistente. In 1992 kreeg ze een baan als politiek-assistent op het ministerie voor Visserij.
Bij de verkiezingen van 1995 werd Berg-Hansen gekozen tot reservelid van de Storting voor Arbeiderpartiet in Nordland. Ook in 2009 werd zij in die functie gekozen. 
Jens Stoltenberg vroeg haar in 2009 als minister voor Visserij in zijn tweede kabinet. Nadat Stolteberg bij de verkiezingen van 2013 de meerderheid kwijtrakte werd Berg-Hansen lid van het parlement. In 2017 stelde zij zich wegens ziekte niet opnieuw kandidaat.